# Di tần
Di tần Bách thị (chữ Hán: 怡嫔柏氏, 1721 - 1757), là một phi tần của Thanh Cao Tông Càn Long Đế.

## Thân thế
Di tần là người Giang Tô, xuất thân thường dân không thuộc Bát kỳ, nhưng lại là một gia đình giàu có trong vùng. Cha bà là Bách Sĩ Thái (柏士彩), mẹ cả Phạm thị mất vào năm Càn Long thứ 24, mẹ đẻ Trương thị sau mất năm Càn Long thứ 54. Trong nhà bà có một em gái, về sau cũng trở thành phi tần của Càn Long Đế, tức Bách Quý nhân.
Năm Càn Long thứ 6 (1741), ngày 13 tháng 2 (âm lịch), Bách thị khi này đã là Quý nhân, được dự trong đợt đại phong hậu cung, thăng làm Tần. Tháng 11 cùng năm, mệnh Lễ bộ Thị lang Mộc Hòa Lâm (木和林) làm Chính sứ, Nội các Học sĩ Nhã Nhĩ Hô Hạt (雅爾呼達) làm Phó sứ, tiến hành lễ sách phong cho Bách thị, tấn vì Di tần (怡嫔).
Sách văn viết:
| “                          | 朕惟化起宫闱。协赞爰资乎淑德。泽流禁掖。恩光用贲于鸿章。位号攸加。纶言式焕。尔贵人柏氏。夙禀谦冲。克谨珩璜之度。恪持礼法。备娴图史之仪。兹仰承皇太后慈谕。册封尔为怡嫔。尔其祇受金章。懋嘉修而迓福。敬承翟服。昭令范以凝辉。钦哉。 . Trẫm duy hóa khởi cung vi. Hiệp tán viên tư hồ thục đức. Trạch lưu cấm dịch. Ân quang dụng bí vu hồng chương. Vị hào du gia. Luân ngôn thức hoán. Nhĩ Quý nhân Bách thị. Túc bẩm khiêm trùng. Khắc cẩn hành hoàng chi độ. Khác trì lễ pháp. Bị nhàn đồ sử chi nghi. Tư ngưỡng thừa Hoàng thái hậu từ dụ. Sách phong nhĩ vi Di tần. Nhĩ kỳ chỉ thụ kim chương. Mậu gia tu nhi nhạ phúc. Kính thừa địch phục. Chiêu lệnh phạm dĩ ngưng huy. Khâm tai. | ” |
| — Sách văn Di tần Bách thị | |   |

Năm Càn Long thứ 7 (1742), gia tộc Bách thị phụng chỉ nhập kỳ, nhập vào Chính Hoàng kỳ Bao y, thuộc Thông Nguyên Tá lĩnh (通源佐领). Tháng 12 cùng năm, Hữu Bố chính sứ của Giang Nam đưa cha và anh em của Di tần đến Bắc Kinh. Sau khi nhập kỳ, gia tộc Di tần được hưởng thuế ruộng Phi Giáp (披甲), ban cạnh đó còn được ban thưởng nhà ở cùng thổ địa. Anh em của Di tần nhân đó được vào Nội vụ phủ làm việc, tương lai rộng mở.
Năm Càn Long thứ 10 (1745), em gái của Di tần là Bách thị, do đã là nữ tử thuộc Thượng tam kỳ Bao y, nên theo Nội vụ phủ Tuyển tú mà vào cung làm Cung nữ, về sau đến năm thứ 13 (1748) được sách phong làm Thường tại. Cùng năm ngày 3 tháng 3 (âm lịch), Di tần cùng Hiếu Hiền Thuần Hoàng hậu, còn có Thư tần và Lệnh tần đưa tiễn kim quan của Tuệ Hiền Hoàng quý phi. Năm thứ 17 (1752), Di tần Bách thị tiếp tục tùy hầu Kế Hoàng hậu, Gia Quý phi, Dĩnh tần đưa kim quan của Hiếu Hiền Thuần Hoàng hậu, Tuệ Hiền Hoàng quý phi cùng Triết Mẫn Hoàng quý phi đến Dụ lăng,Phi Viên tẩm làm lễ phụng an.
Năm Càn Long thứ 22 (1757), ngày 15 tháng 5 (âm lịch), giờ Tỵ, Di tần Bách thị qua đời. Càn Long Đế đặc biệt nghỉ triều 2 ngày. Từ Hòa Thạc thân vương, Nội Đại thần Thị vệ đến Đô thống (hàm Nhất phẩm) tụ tập đầy đủ. Cùng năm, ngày 2 tháng 11, làm lễ an táng kim quan của Di tần vào Dụ lăng, Phi viên tẩm.

## Trong văn hóa đại chúng
| Năm  | Phim điện ảnh và truyền hình | Nhân vật        | Diễn viên   |
| ---- | ---------------------------- | --------------- | ----------- |
| 2018 | Diên Hi công lược            | Bách Nhu Chương | Từ Bách Hủy |

- Trong bộ phim Như Ý truyện, nhân vật Bạch Nhị Cơ do Hà Hoằng San đảm nhiệm được xây dựng dựa trên nguyên mẫu Di tần, nhưng được sửa đổi phong hiệu thành "Mai" (玫) để tránh nhầm lẫn với phong hiệu "Nghi" (儀) của Nghi tần Hoàng Kỳ Doanh do cách đọc hai chữ "Nghi" và "Di" khá giống nhau. Nhưng nhân vật này chỉ lấy cảm hứng từ xuất thân của Di tần còn hành trạng thì khác xa nên họ cũng được đổi từ "Bách" thành "Bạch".